# Mujer de La Brea
Mujer de La Brea es el nombre para el único ser humano cuyos restos se han encontrado en los pozos de brea de Rancho La Brea, en Los Ángeles (Estados Unidos). Los restos, descubiertos en los pozos en 1914, fueron el esqueleto parcial de una mujer datado mediante  radiocarbono de unos 10 000 años BP (hacia 8000 a. C.). Tenía entre 24 y 30 años al morir, 1,50 m de estatura y se encontraba junto a restos de un perro doméstico, por lo que se interpretó inicialmente como un enterramiento ceremonial. Sin embargo, nuevos análisis en 2016 descubrieron que el perro tenía solo 3000 años (hacia 1000 a. C.), lo que refuta la idea de que fuera enterrado con ella como ofrenda funeraria. La mujer tenía los dientes desgastados por lo que se interpreta como consumo de harina de cereal molido con molino de mano de piedra, un daño dental común en las culturas neolíticas, y una fractura craneal, que sugiere a los investigadores que fue golpeada mortalmente en la cabeza.
Los restos se encontraban en exhibición en el Museo George C. Page , junto con un modelo de tamaño natural de como se pensaba pudo ser la mujer. La muestra se retiró alrededor de 2004. El conservador, John M. Harris, le preocupaba que esta exhibición de restos históricos pudiera ofender a los nativos americanos o atraer la atención no deseada a sus orígenes indígenas, iniciando así una demanda para su devolución.
En 2009, la artista forense californiana Melissa R. Cooper publicó una reconstrucción facial basada en medidas del cráneo obtenidas mientras fue voluntaria en el museo, pero la publicación no fue autorizada oficialmente.